# Gradyville (Kentucky)
Gradyville est une zone non incorporée (Unincorporated community) du comté d'Adair dans le Kentucky.

## Histoire
Gradyville doit son patronyme au nom du chef du premier bureau de poste établi dans la communauté en 1848, William F. Grady.
Gradyville subi une crue sévère le 7 juin 1907, résultat d'une pluie torrentielle sous orage qui précipita 75 mm d'eau en une heure. Le niveau du petit cours d'eau local Big Creek, normalement calme, monta de 3 mètres. Le fort courant emporta plusieurs maisons. L'inondation entraina la mort de 20 résidents de Gradyville.